# 1989년 오리콘 1위 싱글 목록
일본에서 한 주간 가장 많이 팔린 싱글은 오리콘 주간 차트에 실리며, 이 차트는 오리콘이 발행하는 잡지 《오리스타》에 개제된다. 판매량은 한 주 동안의 각 싱글의 판매량을 기준으로 오리콘이 종합한다.

## 차트 기록
| 발행일    | 싱글                                           | 가수              | 참고                          |
| --------- | ---------------------------------------------- | ----------------- | ----------------------------- |
| 1월 2일   | 「とんぼ」                                     | 나가부치 츠요시   |                               |
| 1월 9일   | (미발표)                                       | (미발표)          |                               |
| 1월 16일  | 「秋」                                         | 오토코구미        |                               |
| 1월 23일  | 「恋一夜」                                     | 쿠도 시즈카       | 2주 연속, 1989년 1월 1위      |
| 1월 30일  | 「恋一夜」                                     | 쿠도 시즈카       | 2주 연속, 1989년 1월 1위      |
| 2월 6일   | 「TRUE LOVE」                                  | 아사카 유이       |                               |
| 2월 13일  | 「愛が止まらない 〜Turn It Into Love〜」       | Wink              |                               |
| 2월 20일  | 「激愛」                                       | 나가부치 츠요시   | 2주 연속, 1989년 2월 1위      |
| 2월 27일  | 「激愛」                                       | 나가부치 츠요시   | 2주 연속, 1989년 2월 1위      |
| 3월 6일   | 「ROSECOLOR」                                  | 나카야마 미호     |                               |
| 3월 13일  | 「TIME ZONE」                                  | 오토코구미        |                               |
| 3월 20일  | 「地球をさがして」                             | 히카루GENJI       |                               |
| 3월 27일  | 「涙をみせないで 〜Boys Don't Cry〜」          | Wink              | 3주 연속, 1989년 3월·4월 1위  |
| 4월 3일   | 「涙をみせないで 〜Boys Don't Cry〜」          | Wink              | 3주 연속, 1989년 3월·4월 1위  |
| 4월 10일  | 「涙をみせないで 〜Boys Don't Cry〜」          | Wink              | 3주 연속, 1989년 3월·4월 1위  |
| 4월 17일  | 「BE MY BABY」                                 | COMPLEX           | 2주 연속                      |
| 4월 24일  | 「BE MY BABY」                                 | COMPLEX           | 2주 연속                      |
| 5월 1일   | 「ごめんよ涙」                                 | 타하라 토시히코   |                               |
| 5월 8일   | 「LIAR」                                       | 나카모리 아키나   |                               |
| 5월 15일  | 「嵐の素顔」                                   | 쿠도 시즈카       | 3주 연속, 1989년 5월 1위      |
| 5월 22일  | 「嵐の素顔」                                   | 쿠도 시즈카       | 3주 연속, 1989년 5월 1위      |
| 5월 29일  | 「嵐の素顔」                                   | 쿠도 시즈카       | 3주 연속, 1989년 5월 1위      |
| 6월 5일   | 「Return to Myself 〜しない、しない、ナツ。」  | 하마다 마리       |                               |
| 6월 12일  | 「Diamonds」                                   | 프린세스 프린세스 | 1989년 1위 1989년 6월 1위     |
| 6월 19일  | 「さよならベイビー」                           | 사잔 올 스타즈    |                               |
| 6월 26일  | 「Diamonds」                                   | 프린세스 프린세스 | 통산 2주                      |
| 7월 3일   | 「まいったネ今夜」                             | 소년대            |                               |
| 7월 10일  | 「世界でいちばん熱い夏」                       | 프린세스 프린세스 | 1989년 7월 1위                |
| 7월 17일  | 「淋しい熱帯魚」                               | Wink              | 2주 연속                      |
| 7월 24일  | 「淋しい熱帯魚」                               | Wink              | 2주 연속                      |
| 7월 31일  | 「太陽がいっぱい」                             | 히카루GENJI       | 1989년 8월 1위                |
| 8월 7일   | 「SUMMER GAME」                                | 히무로 교스케     |                               |
| 8월 14일  | 「CROSS TO YOU/ROCKIN' MY SOUL」               | 오토코구미        |                               |
| 8월 21일  | 「太陽がいっぱい」                             | 히카루GENJI       | 4주 연속, 통산 5주            |
| 8월 28일  | 「太陽がいっぱい」                             | 히카루GENJI       | 4주 연속, 통산 5주            |
| 9월 4일   | 「太陽がいっぱい」                             | 히카루GENJI       | 4주 연속, 통산 5주            |
| 9월 11일  | 「太陽がいっぱい」                             | 히카루GENJI       | 4주 연속, 통산 5주            |
| 9월 18일  | 「黄砂に吹かれて」                             | 쿠도 시즈카       | 6주 연속, 1989년 9월·10월 1위 |
| 9월 25일  | 「黄砂に吹かれて」                             | 쿠도 시즈카       | 6주 연속, 1989년 9월·10월 1위 |
| 10월 2일  | 「黄砂に吹かれて」                             | 쿠도 시즈카       | 6주 연속, 1989년 9월·10월 1위 |
| 10월 9일  | 「黄砂に吹かれて」                             | 쿠도 시즈카       | 6주 연속, 1989년 9월·10월 1위 |
| 10월 16일 | 「黄砂に吹かれて」                             | 쿠도 시즈카       | 6주 연속, 1989년 9월·10월 1위 |
| 10월 23일 | 「黄砂に吹かれて」                             | 쿠도 시즈카       | 6주 연속, 1989년 9월·10월 1위 |
| 10월 30일 | 「虹をみたかい」                               | 와타나베 미사토   |                               |
| 11월 6일  | 「RUNNING TO HORIZON」                         | 코무로 테츠야     |                               |
| 11월 13일 | 「One Night In Heaven 〜真夜中のエンジェル〜」 | Wink              | 2주 연속, 1989년 11월 1위     |
| 11월 20일 | 「One Night In Heaven 〜真夜中のエンジェル〜」 | Wink              | 2주 연속, 1989년 11월 1위     |
| 11월 27일 | 「GRAVITY OF LOVE」                            | 코무로 테츠야     |                               |
| 12월 4일  | 「白いクリスマス」                             | JUN SKY WALKER(S) | 1989년 12월 1위               |
| 12월 11일 | 「フィルムの向こう側」                         | 미나미노 요코     |                               |
| 12월 18일 | 「しょっぱい三日月の夜」                       | 나가부치 츠요시   |                               |
| 12월 25일 | 「クリスマス・イブ」                           | 야마시타 타츠로   | 1990년 1월 1위                |

## 연간 TOP 10
※ 집계: 1988년 12월 5일 - 1989년 11월 27일
- 1위: 프린세스 프린세스 「Diamonds」
- 2위: 프린세스 프린세스 「世界でいちばん熱い夏」
- 3위: 나가부치 츠요시 「とんぼ」
- 4위: 히카루GENJI 「太陽がいっぱい」
- 5위: Wink 「愛が止まらない 〜Turn It Into Love〜」
- 6위: 쿠도 시즈카 「恋一夜」
- 7위: Wink 「淋しい熱帯魚」
- 8위: 쿠도 시즈카 「嵐の素顔」
- 9위: 쿠도 시즈카 「黄砂に吹かれて」
- 10위: Wink 「涙をみせないで 〜Boys Don't Cry〜」